# Henry De Vere Stacpoole
Henry De Vere Stacpoole (ps. Tyler De Saix, ur. 1863 w Kingstown, zm. 1951) – irlandzki pisarz.
Przez ponad 40 lat był lekarzem okrętowym; znał bardzo dobrze wyspy południowego Pacyfiku i szczegółowo opisywał je w swoich książkach. W latach 20. XX wieku przeniósł się na wyspę Wight, gdzie zmarł. Jego powieść Błękitna laguna została trzykrotnie zekranizowana.

## Książki
- The Intended: A Novel (1894)
- Pierrot! A Story (novel) (1895)
- Death, the Knight, and the Lady: A Ghost Story (novel) (1897)
- The Doctor: A Study from Life (novel) (1899)
- The Rapin (novel) (1899), republished as Toto: A Parisian Sketch (1910)
- Feyshad (short children's story) (unknown), included in Poppyland (1914)
- The Little Prince (children's story) (unknown), included in Poppyland (1914)
- Pierrette (children's stories) (1900), republished as Poppyland (1914)
- The Story of Abdul and Hafiz (short children's story) (unknown), included in Poppyland (1914)
- The Bourgeois (1901)
- The Lady-Killer (1902)
- Fanny Lambert: A Novel (1906)
- The Golden Astrolabe, co-authored by W. A. Bryce (1906)
- The Meddler: A Novel of Sorts, co-authored by W. A. Bryce (1907)
- The Crimson Azaleas: A Novel (1908)
- The Blue Lagoon (novel) (1908)
- The Cottage on the Fells (novel) (1908), republished as Murder on the Fell (1937)
- Patsy: A Story (novel) (1908)
- The Reavers: A Tale of Wild Adventure on the Moors of Lorne, co-authored by W. A. Bryce (1908)
- The Man Without a Head, under the pseudonym Tyler De Saix (1908)
- The Vulture's Prey, under the pseudonym Tyler De Saix (1908)
- Garryowen: The Romance of a Race-Horse (novel) (1909)
- The Pools of Silence (novel) (1909)
- The Drums of War (1910)
- Poems and Ballads (collection) (1910)
- The Cruise of the King Fisher: A Tale of Deep-Sea Adventure (1910)
- The Ship of Coral: A Tropical Romance (1911)
- The Order of Release (1912)
- The Street of the Flute-Player: A Romance (novel) (1912)
- Molly Beamish (1913)
- Bird Cay (1913)
- The Children of the Sea: A Romance (1913)
- The Poems of Francois Villon (translations) (1914)
- Father O'Flynn (1914)
- The New Optimism (1914)
- Monsieur de Rochefort: A Romance of Old Paris (1914), published in the U.S. as The Presentation (1914)
- The Blue Horizon: Romance from the Tropics and the Sea (1915)
- The North Sea and Other Poems (1915)
- The Pearl Fishers (1915)
- The Red Day (fictional diary) (1915)
- The Reef of Stars: A Romance of the Tropics (1916), published in the U.S. as The Gold Trail (1916)
- Corporal Jacques of the Foreign Legion (1916)
- Francois Villon: His Life and Times, 1431-1463 (literary biography) (1916)
- In Blue Waters (1917)
- Sea Plunder (1917)
- The Starlit Garden: A Romance of the South (1917), published in the U.S. as The Ghost Girl (1918)
- The Willow Tree: The Romance of a Japanese Garden (1918)
- The Man Who Lost Himself (novel) (1918)
- The Beach of Dreams: A Story of the True World (1919)
- Under Blue Skies (1919)
- Sappho: A New Rendering (translations) (1920)
- A Man of the Islands (1920)
- Uncle Simon, co-authored by Margaret Stacpoole (1920), published in the U.S. as The Man Who Found Himself (1920)
- Satan: A Story of the Sea King's Country (1921)
- Men, Women, and Beasts (1922)
- Vanderdecken: The Story of a Man (1922)
- The Garden of God (1923) (sequel to The Blue Lagoon)
- Golden Ballast (1924)
- Ocean Tramps (1924)
- The House of Crimson Shadows: A Romance (1925)
- The Gates of Morning (1925) (sequel to The Garden of God)
- The City in the Sea (1925)
- Stories East and West: Tales of Men and Women (1926)
- The Mystery of Uncle Bollard (1927)
- Goblin Market: A Romance (novel) (1927)
- Tropic Love (1928)
- Roxanne (1928), published in the U.S. as The Return of Spring (1928)
- Eileen of the Trees (1929)
- The Girl of the Golden Reef: A Romance of the Blue Lagoon (1929)
- The Tales of Mynheer Amayat (1930)
- The Chank Shell: A Tropical Romance of Love and Treasure (1930), published in the U.S. as The Island of Lost Women (1930)
- Pacific Gold (1931)
- Love on the Adriatic (1932)
- The Lost Caravan (1932)
- Mandarin Gardens (1933)
- The Naked Soul: The Story of a Modern Knight (1933)
- The Blue Lagoon Omnibus (1933)
- The Vengeance of Mynheer Van Lok and Other Stories (1934)
- The Longshore Girl: A Romance (novel) (1935)
- Green Coral (a collection of stories) (1935)
- The Sunstone (1936)
- In a Bonchurch Garden: Poems and Translations (1937)
- Ginger Adams (1937)
- High-Yaller (1938)
- Old Sailors Never Lie and Other Tales of Land and Sea by One of Them (1938)
- Due East of Friday (1939)
- An American at Oxford (1941)
- Men and Mice, 1863-1942 (autobiography) (1942)
- Oxford Goes to War: A Novel (1943)
- More Men and Mice (autobiography) (1945)
- Harley Street: A Novel (1946)
- The Story of My Village (novel) (1947)
- The Land of Little Horses. A Story (novel) (1949)
- The Man in Armour (novel) (1949)